# Římskokatolická farnost Liblice
Římskokatolická farnost Liblice (lat. Liblicium) je církevní správní jednotka sdružující římské katolíky na území obce Liblice a v jejím okolí. Organizačně spadá do mladoboleslavského vikariátu, který je jedním z 10 vikariátů litoměřické diecéze. Centrem farnosti je kostel svatého Havla v Liběchově.

## Historie farnosti
Farnost (plebánie) v Liblicích se poprvé připomíná již před rokem 1384. Tato stará farnost zanikla za husitských válek. Obnovena byla roku 1670 a od téhož roku jsou zachovány také matriky. Gotický farní kostel sv. Václava byl barokně upravován v roce 1710.

### Duchovní správcové vedoucí farnost
Začátek působnosti jmenovaného v duchovní správě farnosti od:
- Joannes
- 1357   Michael, † 1376
- 1376   Joannes
- 1418   Joannes
- 1660   Wenceslaus Kalous
- 1673   Tobias Hlavicius
- 1671   Mathias Housenka
- 1721   Ignatius Kaipl
- 1750   Jacobus Schepl
- 1750   Joannes Hagek
- 1767   Matheus Prine
- 1771   Wenc. Bubla, † 23. 2. 1812
- 1812   Wenc. Schneider, n. 4. 12. 1786 Lieblitz, o. 24. 8. 1810, † 7. 3. 1831
- 1831   Jacob. Navarra, n. 21. 7. 1798 Hortschic. o. 13. 1. 1825
- 1847   par. vacat, admin. Joann. Šaurek
- 1847   Anton. Pichler, n. 22. 5. 1812 Gewitschens. (Mor.), o. 5. 8. 1838, † 25. 5. 1895
- 1872   Wenc. Dražil, n. 14. 5. 1827 Augezd, o. 25. 7. 1850, † 16. 4. 1879
- 1879   Joann. Nep. Šicha, n. 22. 8. 1844 Všetat., o. 15. 7. 1867, † 29. 9. 1895
- 1895   par. vacat, admin. int. Josef Novotný
- 1897   Wenc. Suchánek, n. 16. 1. 1861 Sušno, o. 16. 5. 1886, † 27. 5. 1908
  - 1907 – 14. 2. 1909 Otto Lev Stanovský, kaplan
- 1909   par. vacat, admin. inter. Leo Otto Stanovský
- 1914   Ludov. Svatoš, n. 19. 8. 1867 Lišov, o. 10. 9. 1890
- 1921   par. vacat, admin. inter. Alois Šulc
- 1922   Alois Šulc, n. 25. 6. 1885 Mělník, o. 16. 7. 1911, † 16. 2. 1929
- 1930   Emil Stárka, n. 25. 2. 1864 Týnec, o. 27. 7. 1890, † 25. 2. 1934
- 1934   Miloslav Černý, n. 25. 2. 1902 Březinka, o. 29. 6. 1924, † 25. 12. 1976
- 1. 9.  1946    Karel Kytýr
- 1. 9.  1947    Miloslav Černý
- 1. 8.  1971    Vladimír Kusý
- 16. 6. 1978   Václav Sikyta
- 1. 4.  1979    František Segeťa
- 1. 7.  1981  Josef Dolista SDB, který začal opravy uvnitř kostela a fary
- 1. 7.  1985    Jozef Kujan SDB
- 1. 11. 1992   Jaroslav Vyterna
- 15. 11. 1993 Leopold Paseka, admin. exc. z Nebužel[5]

Kromě kněží stojících v čele farnosti, působili ve farnosti v průběhu její historie i jiní kněží. Většinou pracovali jako farní vikáři, kaplani, katecheté, výpomocní duchovní aj.

## Území farnosti
Do farnosti náleží území obce:
- Byšice
- Hostín u Mělníka
- Jelenice u Mělníka (Jelenitz[p 2])
- Liblice (Lieblitz[p 2])
- Vavřineč

## Římskokatolické sakrální stavby a místa kultu na území farnosti
| | Fotografie | Stavba                      | Místo              | Bohoslužby                           | Zeměpisné souřadnice                                             | Status           | Číslo kulturní památky                       |
| Kostely | Kostely    | Kostely                     | Kostely            | Kostely                              | Kostely                                                          | Kostely          | Kostely                                      |
| --- | ---------- | --------------------------- | ------------------ | ------------------------------------ | ---------------------------------------------------------------- | ---------------- | -------------------------------------------- |
| 1. |            | Kostel sv. Václava          | Liblice            | bližší informace o bohoslužbách      | 50°18′42″ s. š., 14°35′20″ v. d.                                 | farní kostel     | 22291/2-1288 (Pk•MIS•Sez•Obr•WD) (Q12033349) |
| 2. |            | Kostel sv. Jana Křtitele    | Byšice             | bližší informace o bohoslužbách      | 50°18′47″ s. š., 14°36′50″ v. d.                                 | filiální kostel  | 46302/2-1284 (Pk•MIS•Sez•Obr•WD) (Q24877390) |
| Kaple |            |                             |                    |                                      |                                                                  |                  |                                              |
| 3. |            | Kaple sv. Anny              | Jelenice u Mělníka | bližší informace o bohoslužbách      | 50°20′13″ s. š., 14°32′28″ v. d.                                 | obecní kaple     | —                                            |
| 4. |            | Kaple Panny Marie           | Liblice            | bližší informace o bohoslužbách      | 50°18′47″ s. š., 14°35′27″ v. d.                                 | kaple            | 21149/2-1289 (Pk•MIS•Sez•Obr•WD) (Q37459561) |
| 5. |            | Hrobka Thun-Hohensteinů     | Zámek Liblice      | bohoslužby příležitostné             | 50°18′38″ s. š., 14°35′2″ v. d.                                  | pohřební kaple   | 41791/2-1290 (Pk•MIS•Sez•Obr•WD) (Q12033349) |
| Boží muka a kříže |            |                             |                    |                                      |                                                                  |                  |                                              |
| 6. |            | Boží muka na Tyršově nám.   | Byšice             | —                                    | před byšickým zámkem 50°18′36″ s. š., 14°36′46″ v. d.            | Boží muka        | 28323/2-1286 (Pk•MIS•Sez•Obr•WD) (Q37025808) |
| 7. |            | Venkovní kříž               | Byšice             | —                                    | Mladoboleslavská ulice 50°18′51″ s. š., 14°36′46″ v. d.          | krucifix         | —                                            |
| Hřbitovy |            |                             |                    |                                      |                                                                  |                  |                                              |
| 8. |            | Hřbitov                     | Byšice             | bohoslužby příležitostně             | kolem kostela sv. Jana Křtitele 50°18′47″ s. š., 14°36′50″ v. d. | obecní hřbitov   | —                                            |
| 9. |            | Židovský hřbitov v Byšicích | Byšice             | bohoslužby viz Židovská obec v Praze | v centru ve Hřbitovní ulici 50°18′41″ s. š., 14°36′46″ v. d.     | židovský hřbitov | —                                            |
| Některé drobné sakrální stavby a pamětihodnosti lze dohledat zde v databázi Drobné sakrální památky Zaniklé sakrální stavby lze dohledat zde v databázi Poškozené a zničené kostely, kaple a synagogy v České republice |            |                             |                    |                                      |                                                                  |                  |                                              |

Ve farnosti se mohou nacházet i další drobné sakrální stavby, místa římskokatolického kultu a pamětihodnosti, které neobsahuje tato tabulka.